# سیارک ۲۲۹۳۸
سیارک ۲۲۹۳۸ (به انگلیسی: 22938 Brilawrence، نامگذاری:1999TS173) بیست و دو هزار و نهصد و سی و هشتمین سیارک کشف شده‌است که در ۱۰ اکتبر ۱۹۹۹ کشف شد.
قدر مطلق سیارک برابر ۱۱٫۷ است.